# Summer World University Games 2025/Teilnehmer (Italien)
| Gelbes Symbol für Goldmedaillen mit stilisierten Olympischen Ringen | Graues Symbol für Silbermedaillen mit stilisierten Olympischen Ringen | Braundes Symbol für Bronzemedaillen mit stilisierten Olympischen Ringen |
| ------------------------------------------------------------------- | --------------------------------------------------------------------- | ----------------------------------------------------------------------- |
| 14                                                                  | 10                                                                    | 19                                                                      |

Italien nahm an den Summer World University Games 2025 vom 16. bis zum 27. Juli mit 241 Athleten (132 Männer und 109 Frauen) teil.

## Medaillen

### Medaillenspiegel
| Rang   | Sportart       | Gold | Silber | Bronze | Gesamt |
| ------ | -------------- | ---- | ------ | ------ | ------ |
| 1      | Leichtathletik | 4    | 1      | 4      | 9      |
| 2      | Schwimmen      | 3    | 4      | 6      | 13     |
| 3      | Fechten        | 3    | 3      | 4      | 9      |
| 4      | Rudern         | 2    | 2      | 1      | 5      |
| 5      | Volleyball     | 1    | –      | 1      | 2      |
| 5      | Wasserball     | 1    | –      | 1      | 2      |
| 7      | Taekwondo      | –    | –      | 1      | 1      |
| 7      | Tennis         | –    | –      | 1      | 1      |
| Gesamt | Gesamt         | 14   | 10     | 19     | 43     |

### Medaillengewinner
| Name/n | Sportart       | Wettkampf              |
| --- | -------------- | ---------------------- |
| Gold |                |                        |
| Alice Muraro | Leichtathletik | 400 m Hürden           |
| Andrea Cosi | Leichtathletik | 20 km Gehen            |
| Vittoria Fontana | Leichtathletik | 200 m                  |
| Eloisa Coiro | Leichtathletik | 800 m                  |
| Damiano Di Veroli | Fechten        | Florett Einzel         |
| Damiano Di Veroli Giulio Lombardi Tommaso Martini Federico Pistorio | Fechten        | Florett Mannschaft     |
| Aurora Grandis | Fechten        | Florett Einzel         |
| Sara Borghi Elena Sali | Rudern         | Doppelzweier           |
| Lorenzo Baldo Martina Fanfani Alice Ramella Tommaso Vianello | Rudern         | Doppelvierer           |
| Federico Rizzardi | Schwimmen      | 50 m Brust             |
| Simone Stefani | Schwimmen      | 50 m Schmetterling     |
| Gianmarco Sansone | Schwimmen      | 100 m Schmetterling    |
| Beatrice Gardini Oghosasere Omoruyi Alice Tanase Martina Armini Matilde Munarini Benedetta Sartori Katja Eckl Giorgia Frosini Adhuoljok Malual Rachele Morello Alice Nardo Chidera Eze                                     | Volleyball     | Frauen                 |
| Rocco Valle Stefano Ballarini Pietro Faraglia Mattia Rocchino Davide Occh Lorenzo Giribaldi Alessandro Gullotta Alessandro Carnesecchi Andrea Condemi Alessandro Balzarini Andrea Patchaliev Federico Patti Nicolo Da Rold | Wasserball     | Männer                 |
| Silber |                |                        |
| Asia Tavernini | Leichtathletik | Hochsprung             |
| Pietro Ubertalli Alessandro Fusco Gianmarco Sansone Lorenzo Actis Dato Simone Stefani (Vorlauf) Flavio Mangiamele (Vorlauf) Michele Busa (Vorlauf) Giovanni Caserta (Vorlauf)                                              | Schwimmen      | 4 × 100 m Lagen        |
| Ivan Giovannoni | Schwimmen      | 1500 m Freistil        |
| Tommaso Griffante | Schwimmen      | 800 m Freistil         |
| Giovanni Guatti | Schwimmen      | 50 m Freistil          |
| Cosimo Bertini Marco Mastrullo Mattia Rea Edoardo Reale | Fechten        | Säbel Mannschaft       |
| Giulia Amore Irene Bertini Carlotta Ferrari Aurora Grandis | Fechten        | Florett Mannschaft     |
| Elena Ferracuti Carola Maccagno Eleonora Orso Vittoria Siletti | Fechten        | Degen Mannschaft       |
| Paolo Covini Alessandro Gardino | Rudern         | Zweier ohne Steuermann |
| Matteo Giorgetti Francesco Graffione Tommasso Rossi Ermanno Virgilio | Rudern         | Vierer ohne Steuermann |
| Bronze |                |                        |
| Edoardo Scotti | Leichtathletik | 400 m                  |
| Giorgio Olivieri | Leichtathletik | Hammerwurf             |
| Riccardo Ferrara | Leichtathletik | Kugelstoßen            |
| Alessandra Bonora | Leichtathletik | 400 m                  |
| Davide Marchello | Schwimmen      | 1500 m Freistil        |
| Lorenzo Gargani | Schwimmen      | 50 m Schmetterling     |
| Viola Scotto Di Carlo | Schwimmen      | 50 m Schmetterling     |
| Paola Borrelli | Schwimmen      | 200 m Schmetterling    |
| Giulia D’Innocenzo Federica Toma Viola Scotto Di Carlo Agata Ambler | Schwimmen      | 4 × 100 m Freistil     |
| Federica Toma Francesca Zucca Viola Scotto Di Carlo Agata Ambler Francesca Pasquino (Vorlauf) Chiara Della Corte (Vorlauf) Giulia Caprai (Vorlauf) Giulia D’Innocenzo (Vorlauf)                                            | Schwimmen      | 4 × 100 m Lagen        |
| Tommaso Martini | Fechten        | Florett Einzel         |
| Carlotta Ferrari | Fechten        | Florett Einzel         |
| Alessia Di Carlo Benedetta Fusetti Michela Landi Claudia Rotili | Fechten        | Säbel Mannschaft       |
| Fabrizio Cuomo Nicoló del Contrasto Simone Mencarelli | Fechten        | Degen Mannschaft       |
| Andrea Pazzagli Edoardo Rocchi | Rudern         | Doppelzweier           |
| Nicola Cianciotta Federico Crosato Damiano Catania Mattia Bonifante Alessandro Fanizza Tommaso Guzzo Tommaso Barotto Francesco Sani Francesco Comparoni Andrea Truocchio Giulio Magalini Mattia Orioli                     | Volleyball     | Männer                 |
| Gaia Acerbotti Guya Zizza Federica Morrone Marta Misiti Vittoria Sbruzzi Emma De March Giorgia Klatowski Francesca Colletta Lavinia Papi Cristina Malluzzo Aurora Longo Benedetta Cabona Ludovica Celona                   | Wasserball     | Frauen                 |
| Elisa Bertagnin | Taekwondo      | Kyorugi -46 kg         |
| Fabio De Michele Mariano Tammaro | Tennis         | Herrendoppel           |

## Teilnehmer nach Sportarten

### Basketball

#### 3×3-Basketball
| Männer - Giacomo Bonavida - Lorenzo Donadio - Francesco De Capitani - Morgan Rashed | Frauen - Kenko Ngamene Takougang - Caterina Logoh - Eva Lizzi - Giulia Bongiorno |

### Beachvolleyball
| Männer - Riccardo Iervolino - Filippo Mancini | Frauen - Erika Ditta - Eleonora Sestini |

### Bogenschießen
| Männer - Matteo Borsani - Francesco Gregori - Alessio Mangerini - Antonio Brunello - Andrea Marchetti - Roberto Sottile | Frauen - Aiko Rolando - Sara Noceti - Roberta Di Francesco - Aloisi Francesca - Elisa Bazzichetto - Andrea Moccia |

### Fechten
| Männer - Fabrizio Cuomo - Simone Mencarelli - Fabrizio Di Marco - Nicolò Del Contrasto - Damiano Di Veroli - Giulio Lombardi - Tommaso Martini - Federico Pistorio - Cosimo Bertini - Edoardo Reale - Mattia Rea - Marco Mastrullo | Frauen - Elena Ferracuti - Carola Maccagno - Vittoria Siletti - Eleonora Orso - Irene Bertini - Aurora Grandis - Giulia Amore - Carlotta Ferrari - Michela Landi - Benedetta Fusetti - Claudia Rotili - Alessia Di Carlo |

### Judo
| Männer - Manuel Parlati - Alessio De Luca - Kenny Bedel | Frauen - Giulia Carna - Martina Esposito - Erica Simonetti - Flavia Favorini |

### Leichtathletik
| Männer - Andrea Cosi - Edoardo Scotti - Tommaso Maniscalco - Enrico Saccomano - Giorgio Olivieri - Manuel Lando - Giovanni Frattini - Matteo Oliveri - Riccardo Ferrara - Enrico Montanari | Frauen - Vittoria Fontana - Elena Carraro - Dalia Kaddari - Vittoria Fontana - Alessandra Bonora - Alice Muraro - Eloisa Coiro - Laura Pellicoro - Asia Tavernini - Sara Verteramo |

### Rudern
| Männer - Giovanni Borgonovo (Einer) - Paolo Covini (Zweier ohne Steuermann) - Alessandro Gardino (Zweier ohne Steuermann) - Ermanno Virgilio (Zweier ohne Steuermann, Vierer ohne Steuermann, Achter) - Tommaso Rossi (Zweier ohne Steuermann, Vierer ohne Steuermann, Achter) - Matteo Giorgetti (Vierer ohne Steuermann, Achter) - Francesco Emanuele Graffione (Vierer ohne Steuermann, Achter) - Andrea Pazzagli (Vierer ohne Steuermann, Achter) - Edoardo Rocchi (Vierer ohne Steuermann, Achter) - Filippo Wiesenfeld (Achter) - Alessandro Gardino (Achter) - Paolo Covini (Achter) - Lorenzo Baldo (Mixed-Doppelvierer) - Tommaso Vianello (Mixed-Doppelvierer) | Frauen - Ilaria Corazza (Einer) - Elena Sali (Doppelzweier) - Sara Borghi (Doppelzweier) - Vittoria Calabrese (Zweier ohne Steuerfrau, Achter) - Samantha Premerl (Zweier ohne Steuerfrau, Achter) - Anita Boldrino (Vierer ohne Steuerfrau, Achter) - Anna Rossi (Vierer ohne Steuerfrau, Achter) - Matilde Barison (Vierer ohne Steuerfrau, Achter) - Maria Zerboni (Vierer ohne Steuerfrau, Achter) - Benedetta De Martino (Achter) - Angelica Erpini (Achter) - Gioconda Iannicelli (Achter) - Martina Fanfani (Mixed-Doppelvierer) - Alice Ramella (Mixed-Doppelvierer) |

### Schwimmen
| Männer - Pietro Ubertalli - Michele Busa - Gianmarco Sansone - Alessandro Fusco - Flavio Mangiamèle - Luca Serio - Lorenzo Actis Dato - Davide Marchello - Ivan Giovannoni - Gianmarco Foglia - Claudio Faraci - Giovanni Caserta - Davide Dalla Costa - Simone Spediacci - Tommaso Griffante - Giovanni Guatti - Simone Stefani - Lorenzo Gargani - Andrea Candela | Frauen - Federica Toma - Francesca Pasquino - Paola Borrelli - Giulia Caprai - Francesca Zucca - Chiara Della Corte - Viola Scotto Di Carlo - Noemi Cesarano - Francesca Furfaro - Antonella Crispino - Anna Pirovano - Giulia D’Innocenzo - Noemi Lamberti - Claudia Di Passio - Agata Ambler - Rita Pignatiello |

### Taekwondo
| Männer - Giuseppe Foti - Davide Ferraro - Davide Lupo - Luca Ferella - Alessio Notaro - Diego Gessaroli | Frauen - Elisa Bertagnin - Ilenia Matonti - Elisa Al Halwani - Giada Al Halwani - Giulia Maggiore - Claudia Cianci - Alessia Bertagnin - Gao Li He |

### Tennis
| Männer - Fabio De Michele - Mariano Tammaro | Frauen - Virginia Ferrara - Marta Lombardini |

### Turnen

#### Gerätturnen
| Männer - Riccardo Villa - Lorenzo Bonicelli - Niccolò Vannucchi | Frauen - Marta Uggeri - Carolina James - Veronica Mandriota |

#### Rhythmische Sportgymnastik
Frauen
- Sofia Maffeis
- Giulia Dellafelice

### Volleyball
| Männer - Nicola Cianciotta - Federico Crosato - Damiano Catania - Mattia Bonifante - Alessandro Fanizza - Tommaso Guzzo - Tommaso Barotto - Francesco Sani - Francesco Comparoni - Andrea Truocchio - Giulio Magalini - Mattia Orioli | Frauen - Beatrice Gardini - Oghosasere Omoruyi - Alice Tanase - Martina Armini - Matilde Munarini - Benedetta Sartori - Katja Eckl - Giorgia Frosini - Adhuoljok Malual - Rachele Morello - Alice Nardo - Chidera CEze |

### Wasserball
| Männer - Rocco Valle - Stefano Ballarini - Pietro Faraglia - Mattia Rocchino - Davide Occh - Lorenzo Giribaldi - Alessandro Gullotta - Alessandro Carnesecchi - Andrea Condemi - Alessandro Balzarini - Andrea Patchaliev - Federico Patti - Nicolò Da Rold | Frauen - Gaia Acerbotti - Guya Zizza - Federica Morrone - Marta Misiti - Vittoria Sbruzzi - Emma De March - Giorgia Klatowski - Francesca Colletta - Lavinia Papi - Cristina Malluzzo - Aurora Longo - Benedetta Cabona - Ludovica Celona |

### Wasserspringen
| Männer - Francesco Casalini - Julian Verzotto - Stefano Belotti | Frauen - Matilde Borello - Elettra Neroni |